# 彼得巨星介
彼得巨星介（学名：Macrocypris peteria）为巨星介科巨星介屬下的一个种。